# Adrien-Nicolas de La Salle
Adrien Nicolas Piédefer, marquis de la Salle, ou Lasalle, comte d’Offrémont, né le 11 février 1735 à Paris et mort le 23 octobre 1818 à Paris, est un général, dramaturge et romancier français de la Révolution et de l’Empire.

## État de services
Il entre en service le 26 avril 1750, comme lieutenant en second au régiment du roi, et il est nommé capitaine le 1er septembre 1755, au régiment de Thianges dragons. En 1756, il fait partie du camp de Paramé, près de Saint-Malo, et il sert au Havre l’année suivante, lorsque la flotte anglaise se présente pour tenter un débarquement.
Attaché à l’armée du Bas-Rhin, lors des campagnes de 1759 et 1760, il se fait remarquer par Monsieur d’Armentières, qui l’emploi comme volontaire dans l’état-major de son armée. Il participe au siège de Münster, où il sert deux fois dans la tranchée, se trouve à l’attaque de nuit de cette place, et y est enterré par l’éboulement qu’un boulet fait à la crête de la tranchée, et il a la lèvre contusionnée par un caillou. Chargé ensuite de l’investissement de Lippstadt, puis après la bataille de Minden du 1er août 1759, du détail de la réserve de Monsieur de Maupeou, il rassemble en trois jours, avec 76 dragons, 1 200 voitures du pays, et parvient à sauver tous les magasins de farine et de grains que nous avons sur la Lippe, à Lienen, Altenberge et Dorsten.
Retourné devant Münster en août 1759, il est cité en exemple dans la « Gazette d’Utrecht » à l’occasion de l’attaque d’Albachten (de), pris et repris plusieurs fois, s’empare de Dorsten, à la tête de 100 dragons et fait plusieurs prisonniers. En 1760, il se distingue à l’affaire des gorges de Zierenberg, et il se trouve aux batailles de Corbach le 10 juillet 1760 et de Kloster Kampen le 15 octobre 1760. De retour en France fin 1761, il quitte le service.
Le 5 mai 1772, il reprend du service, comme capitaine au régiment provincial d’Argentan, puis il passe major au régiment provincial d’Abbeville à sa formation le 31 janvier 1774, et il est réformé l’année suivante. Le 10 mai 1778, il commande le bataillon de garnison de Vermandois, et il devient lieutenant-colonel le 22 janvier 1779, avant de démissionner le 15 juin 1787, avec une pension de 200 livres.
Le 14 juillet 1789, il est nommé commandant de la milice parisienne et des troupes alors réunies dans la capitale sous les ordres du général Lafayette. Il est promu maréchal de camp le 1er mars 1791, et il est admis à la retraite le 30 septembre suivant avec une pension de 2 000 francs.
Le 1er juin 1792, il est envoyé à Saint-Domingue, pour y commander la province de l’Ouest, et le 12 janvier 1793, il prend les fonctions de gouverneur général de l’île par intérim lors de la destitution d’Esparbès.
De retour en France le 4 juin 1794, il est arrêté à Brest sur ordre du représentant du peuple Prieur, et il est remis en liberté le 4 novembre suivant, puis réintégré dans son grade le 14 juillet 1795. Il est admis à la retraite le 14 décembre 1795.
Le 8 septembre 1797, il obtient le commandement des quatre compagnies de vétérans en service auprès du Directoire. Le 25 novembre 1799, il passe capitaine en premier de la 249e compagnie de vétérans, et en décembre 1799, il est nommé chef de brigade de la 4e demi-brigade de vétérans. Il est fait commandeur de la Légion d’honneur le 14 juin 1804. Il est admis à la retraite le 28 juin 1810.
Franc-maçon, il est membre de la loge de Paris  des Neuf Sœurs du Grand Orient de France.
Il meurt le 23 octobre 1818, à Paris.

## Sources
- Armand Corre, Les Papiers du général A. N. de La Salle, Saint-Domingue 1792-93 : Notice sur le général A.-N. de La Salle Adrien-Nicolas Piedefer, Imprimerie C. Cotonnec, 1897 (lire en ligne).
- (en) « Generals Who Served in the French Army during the Period 1789 - 1814: Eberle to Exelmans »
- Thierry Pouliquen, « Les généraux français et étrangers ayant servis [sic] dans la Grande Armée » (consulté le 22 septembre 2014)
- A. Lievyns, Jean Maurice Verdot, Pierre Bégat, Fastes de la Légion-d'honneur, biographie de tous les décorés accompagnée de l'histoire législative et réglementaire de l'ordre, Bureau de l’administration, janvier 1844, 529 p. (lire en ligne), p. 521.
- « Cote LH/1489/53 », base Léonore, ministère français de la Culture